# NGC 7764A-3
NGC 7764A-3 (другие обозначения — PGC 72769, ESO 293-8, MCG -7-1-1, AM 2350-410) — галактика в созвездии Феникс.
Этот объект не входит в число перечисленных в оригинальной редакции «Нового общего каталога» и был добавлен позднее.